# Teatrul umbrelor (Star Trek: Deep Space Nine)
„Teatrul umbrelor” este cel de-al 36-lea episod din serialul SF de televiziune Star Trek: Deep Space Nine. Este cel de-al 16-lea episod din cel de-al doilea sezon.
Plasat în secolul al XXIV-lea, serialul urmărește aventurile de pe Deep Space Nine, o stație spațială situată în apropierea unei găuri de vierme stabile între cadranele Alfa și Gamma ale galaxiei Calea Lactee, în apropierea planetei Bajor. În acest episod, Odo, șeful de securitate polimorf al Deep Space Nine, și ofițerul științific Dax investighează disparițiile misterioase ale populației unui sat din Cuadrantul Gamma; între timp, maiorul Kira se implică romantic cu preotul bajoran Vedek Bareil.
Episodul a fost regizat de Robert Scheerer și scris de Robert Hewitt Wolfe.

## Prezentare
Dax și Odo investighează un câmp neobișnuit de particule care emană de pe o planetă din Cuadrantul Gamma; ei descoperă că acest câmp provine de la generatorul de energie al unui mic sat. Magistratul satului, Colyus, le spune că 22 de persoane au dispărut fără urmă în ultimele zile. Odo și Dax se oferă să ajute la investigarea disparițiilor, dar cel mai bătrân sătean, Rurigan, nu pare convins că sătenii vor fi găsiți vreodată.
A doua zi, Odo o interoghează pe nepoata lui Rurigan, Taya, a cărei mamă a dispărut. Cei doi găsesc un punct comun în faptul că amândoi sunt orfani; în timpul conversației, Taya dezvăluie că sătenii nu părăsesc niciodată valea lor. Rurigan îl asigură pe Odo că ar fi inutil să caute dincolo de vale. Se pare că nimeni nu s-a gândit să caute dincolo de vale și nici nu s-a gândit vreodată să o părăsească.
Taya îi duce pe Odo și Dax la marginea văii. Când Dax părăsește valea, un dispozitiv din sat dispare din mâna ei. Taya ajunge dincolo de marginea văii, iar brațul ei începe să dispară. Cei trei se întorc în sat pentru a-și împărtăși descoperirile: întregul sat, inclusiv cetățenii săi, este o hologramă creată de câmpul de particule al reactorului. Reactorul s-a deteriorat și se strică, ceea ce face ca sătenii să dispară unul câte unul.
Ei îi conving pe săteni să o lase pe Dax să oprească reactorul și să îl repare înainte ca acesta să nu mai funcționeze complet. Când repară reactorul, satul și toți sătenii dispar - cu excepția lui Rurigan. Acesta explică faptul că atunci când un imperiu extraterestru cunoscut sub numele de Dominion a ajuns pe planeta sa natală, a fugit pe o planetă abandonată și a recreat lumea pe care o pierduse; dar acum recunoaște că nimic din toate acestea nu a fost real. Cu toate acestea, Odo susține că Taya și ceilalți sunt reali și merită o șansă de a trăi. Dax și Rurigan repară reactorul, restabilind satul, inclusiv oamenii dispăruți. Înainte ca el și Dax să plece, Odo își dă seama cât de mult s-a apropiat de Taya și își demonstrează abilitățile transformându-se într-o jucărie cu care Taya s-a jucat mai devreme.
Între timp, pe Deep Space Nine, maiorul Kira începe o poveste de dragoste cu Vedek Bareil; barmanul Quark l-a invitat pe Bareil pe stație pentru a-i distrage atenția Kirei de la o operațiune criminală pe care o plănuia, dar îți dă seama de planul său și îl prinde pe complicele lui Quark. Jake Sisko începe să ia lecții de inginerie de la Miles O'Brien, dar în cele din urmă îi mărturisește tatălui său că nu vrea să se înroleze în Flota Stelară.